# Catablema nodulosum
Catablema nodulosum är en nässeldjursart som beskrevs av Bigelow 1913. Catablema nodulosum ingår i släktet Catablema och familjen Pandeidae. Inga underarter finns listade i Catalogue of Life.